# Challenger de Shanghái 2016

El torneo Shanghai Challenger 2016 es un torneo profesional de tenis. Pertenece al ATP Challenger Series 2016. Se disputará su 6.ª edición sobre superficie dura, en Shanghái, China entre el 5 al el 11 de septiembre de 2016.

## Jugadores participantes del cuadro de individuales
| Favorito | País                                  | Jugador               | Rank1 | Posición en el torneo |
| -------- | ------------------------------------- | --------------------- | ----- | --------------------- |
| 1        | Bandera de Australia                  | Jordan Thompson       | 91    |                       |
| 2        | Bandera de Japón                      | Tatsuma Ito           | 129   |                       |
| 3        | Bandera de Japón                      | Go Soeda              | 147   |                       |
| 4        | Bandera de Suiza                      | Henri Laaksonen       | 161   |                       |
| 5        | Bandera de Italia                     | Luca Vanni            | 164   |                       |
| 6        | Bandera de China Taipéi               | Jason Jung            | 169   |                       |
| 7        | Bandera de Rusia                      | Alexander Kudryavtsev | 170   |                       |
| 8        | Bandera de la República Popular China | Zhang Ze              | 174   |                       |

- 1 Se ha tomado en cuenta el ranking del 29 de agosto de 2016.

### Otros participantes
Los siguientes jugadores recibieron una invitación (wild card), por lo tanto ingresan directamente al cuadro principal (WC):
- Zhang Zhizhen
- Qiu Zhuoyang
- Gao Xin
- Sun Fajing

Los siguientes jugadores ingresan al cuadro principal tras disputar el cuadro clasificatorio (Q):
- Yasutaka Uchiyama
- Matija Pecotić
- Xia Zihao
- Shuichi Sekiguchi

## Campeones

### Individual Masculino
- derrotó en la final a  ,

### Dobles Masculino
- /   derrotaron en la final a   /  ,